# Рат у Придњестровљу
Рат у Придњестровљу (познат и под именом Рат у Молдавији) оружани је сукоб који се 1992. године водио између снага Молдавије и међународно непризнате Придњестровске Молдавске Републике потпомогнуте деловима руске (совјетске) 14. армије.
Спорно подручје Придњестровља насељавали су, осим Молдаваца који су чинили око 40% становништва, мањински Руси (26%) и Украјинци (28%) који су уједно давали већину локалних комунистичких функционера, при чему су се посебно истицали Руси. Суочени с променама унутар Совјетског Савеза који је био пред распадом, молдавским националним покретом те личним економским интересима, придњестровски политичари дошли су у сукоб с властима у Кишињеву. Један од повода за сукоб су и тзв. језични закони изгласани 31. августа 1989. којима је румунски с латиничним писмом постао службени језик, док су руски и ћирилични румунски постали језици другог реда с локалним значајем. Ово је изазвало радничке штрајкове на источној страни реке Дњестар будући да га велик део немолдавског становништва уопште није познавао.
Након што је Врховни Совјет Молдавије у јуну 1990. године усвојио декларацију о независности, власти у Придњестровљу прогласиле су Аутономну републику у погледу које, иако је није признавао, молдавски Врховни совјет није могао да учини ништа будући да није имао фактичку власт на спорном подручју. Исте године су у новембру код Дубасарија започели и први сукоби.
Сукоби широких размера започели су 2. марта 1992. године током којих се показало да су молдавске снаге недовољно снажне да успоставе контролу на целој својој територији. У томе је кључну улогу одиграла руска (совјетска) 14. армија стационирана на територији Придњестровља под заповедништвом Г. И. Јаковљева, која се сврстала на страну сепаратиста. Након неколико пропалих преговора, службени прекид ватре потписан је 21. јула 1992. године од стране руског председника Бориса Јељцина и молдавског Мирча Снегура.